# La trappola di Maigret
La trappola di Maigret (titolo orig. Maigret tend un piège) è un romanzo poliziesco di Georges Simenon pubblicato nel 1955. Quarantottesimo romanzo della serie dedicata al celebre investigatore, l'autore lo scrisse a La Gatounière, una villa di Mougins in Francia, dal 5 al 12 luglio 1955; fu pubblicato il 20 ottobre per l'editore Presses de la Cité.
Il romanzo è ambientato a Parigi (quartiere Montmartre e Boulevard Saint-Germain), negli Anni Cinquanta del XX secolo; l'indagine si svolge dal 4 al 7 agosto.

## Trama
Negli ultimi sei mesi cinque donne sono state uccise a Montmartre. Ognuna di loro viveva sola e non si hanno indizi per identificare il colpevole, ma si capisce che si tratta di un unico serial killer. Dopo aver parlato con un famoso psichiatra, Maigret, usando la stampa, decide di mettere in scena una trappola: vuol far credere di aver arrestato l'assassino per far sentire il vero colpevole frustrato e quindi stanarlo nel momento in cui per orgoglio commetterà un errore.
Viene messo in opera un grande dispositivo di sicurezza: quattrocento fra poliziotte, poliziotti e ausiliari giunti da tutti i commissariati di Parigi sono sguinzagliati in borghese per tutto il quartiere. La trappola funziona: un'agente viene assalita, ma riesce a difendersi e a strappare all'aggressore un bottone della giacca, tramite il quale si arriva rapidamente a Marcel Moncin, che nega tutto ma viene riconosciuto e arrestato.
Maigret interroga sua madre, invasiva e dominatrice, e la moglie Yvonne, dura e aggressiva, che lo difendono. Subito dopo un nuovo attacco mortale fa riaprire il caso, ma Maigret capisce che una delle due donne ha tentato di salvare Moncin deviando i sospetti. Ha bisogno che lui confessi e riunisce i tre nel suo ufficio per un confronto. Il commissario comprende che sia la madre che la moglie hanno castrato la personalità dell'uomo, facendogli sviluppare un odio per le donne che l'ha portato al crimine seriale. Dopo la confessione di Yvonne forse Marcel finirà in qualche ospedale psichiatrico, ma lei pagherà per il suo delitto.

## Adattamenti

### Film
- Maigret tend un piège, pellicola  francese del 1958 diretta da Jean Delannoy,  con Jean Gabin nel ruolo di Maigret.

### Televisione
- Episodio dal titolo The Trap, della serie televisiva Maigret e trasmesso per la prima volta sulla BBC il 10 dicembre 1962, per la regia di Terence Williams, con Rupert Davies nel ruolo del commissario Maigret.
- Maigret zet een val, episodio del telefilm olandese con protagonista Jan Teulings, in onda nel 1968.
- Episodio dal titolo Maigret Sets a Trap, della serie televisiva britannica Maigret, trasmesso il 16 marzo 1992, per la regia di John Glenister e con Michael Gambon nel ruolo del commissario Maigret.
- Episodio dal titolo Maigret tend un piège, facente parte della serie televisiva Il commissario Maigret per la regia di Juraj Herz, trasmesso per la prima volta su France 2 il 10 ottobre 1996, con Bruno Cremer nel ruolo del commissario Maigret. In Italia l'episodio è apparso col titolo Maigret tende una trappola.
- Episodio dal titolo La trappola, facente parte della serie Maigret, per la regia di Renato De Maria, trasmesso la prima volta su Canale 5 il 15 novembre 2004, con Sergio Castellitto nel ruolo del commissario Maigret.
- Nel primo episodio della serie Maigret, dal titolo Maigret Sets a Trap, per la regia di Ashley Pearce, trasmesso la prima volta su ITV il 28 marzo 2016, con Rowan Atkinson nel ruolo del commissario Maigret.

## Edizioni italiane
- La trappola di Maigret, traduzione di Roberto Cantini, Collana Il girasole. Biblioteca Economica n.89, Milano, Arnoldo Mondadori Editore, 1958.[1] - Collana Il girasole. BEM n.206, Mondadori, 1962; Collana Le inchieste del commissario Maigret n.58, Mondadori, 1968; Collana Oscar n.410, Mondadori, 1972;
- La trappola di Maigret, trad. di R. Cantini, in  L'ispettore Maigret, vol. II, Collezione Omnibus gialli e di fantascienza, Milano, Mondadori, 1961.
- La trappola di Maigret, traduzione di Marianna Basile, Collana Oscar Gialli n.263, Milano, Mondadori, 1992.
- La trappola di Maigret, traduzione di Luciana Cisbani, Collana gli Adelphi n.259, Milano, Adelphi, 2004,  p. 163, ISBN 978-88-459-1938-1.
- in  I Maigret 10, Collana Maigret, Milano, Adelphi, 2015, ISBN 978-88-459-3018-8. - nuova ed., Adelphi, 2019, ISBN 978-88-459-3382-0.

### Adattamento a fumetti
- La trappola di Maigret (Maigret tend un piège, 1993), adattamento e sceneggiatura di Odile Reynaud, disegni di Philippe Wurm, introduzione di Daniele Barbieri, Collana Grandi fumetti, Milano, Mondadori, 1994.